# Makino Nobuaki
Makino Nobuaki (牧野 伸顕?   24 de noviembre de 1861 – 25 de enero de 1949) fue un político liberal y un diplomático japonés. En 1907 le fue otorgado el título de barón (danskau), bajo el sistema de ennoblecimiento Kazoku, en 1921 el de vizconde (shishaku) y en 1935 el de conde (hakushaku).

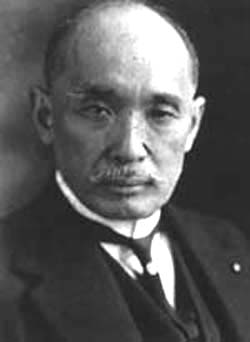
Makino Nobouaki

Encabezó la delegación de Japón en la Conferencia de Paz de París de 1919 que se celebró tras la Primera Guerra Mundial y en la que una de las principales reivindicaciones japonesas fue ignorada, a pesar de que Japón había luchado junto a los aliados vencedores. Ya desde el principio la delegación japonesa no fue tratada del mismo modo que las cuatro grandes potencias occidentales (Francia, Gran Bretaña, Estados Unidos e Italia) y no sólo se les asignó un puesto en el extremo de la mesa de las negociaciones, sino que sus miembros tuvieron que soportar comentarios denigratorios y chistes racistas —el presidente francés Georges Clemenceau, por ejemplo, se quejó de tener que estar junto a los «feos» japoneses en una ciudad llena de atractivas mujeres rubias—. La decepción mayor llegó cuando su propuesta de que se incluyera la igualdad racial en los estatutos de la Sociedad de Naciones fue rechazada debido a la rotunda oposición que plantearon Gran Bretaña y su Dominio Australia, finalmente respaldados por el presidente norteamericano Woodrow Wilson, y ello a pesar de que en una primera votación —realizada a petición de Makino— la mayoría de los países participantes en la conferencia la habían aprobado. En el curso del debate cuando al británico Lord Balfour se le argumentó que en la Constitución de Estados Unidos se reconocía que «todos los hombres son creados iguales», él respondió que no creía que «un hombre de África central fuera creado igual que un europeo». Como ha señalado el ensayista indio Pankaj Mishra, la resolución en la que se rechazaba la igualdad racial «iba a ser recordada durante décadas por los nacionalistas japoneses».
Logró salir vivo del intento de golpe de Estado de 1936 encabezado por un grupo de militares y conocido como el incidente del 26 de febrero.